# Góry Naftali
Góry Naftali (hebr. הרי נפתלי, Harej Naftali) – pasmo górskie oddzielające Izrael od Libanu. Jest ono położone w tzw. Palcu Galilei. Grzbietem górskim przebiega granica izraelsko-libańska.

## Geografia
Pasmo górskie Naftali (przy współrzędnych 33°12′33″N 35°32′13″E/33,209167 35,536944) rozciąga się w kształcie łuku o długości około 25 km i szerokości około 10 km. Przebiega z północy na południe, z łagodnym wygięciem w środkowej części w kierunku wschodnim. Po stronie północnej wzgórza opadają do doliny rzeki Litani, a w kierunku zachodnim przełęcze łagodnie przechodzą we wzgórza południowego Libanu. Południowo-zachodnią i południową granicę wyznacza wadi strumienia Diszon, za którym wznoszą się wzgórza Górnej Galilei. Natomiast w kierunku wschodnim góry przyjmują postać wysokiego na 700 metrów klifu, który opada do Doliny Hula. Środkowa część grzbietu górskiego osiąga wysokość 700-900 metrów n.p.m. i nazywa się Rami (hebr. רכס רמים). Najwyższym szczytem jest Har Szina’an (902 m n.p.m.). Innymi szczytami są Har Nezer (760 m n.p.m.) i Har Zakif (823 m n.p.m.). W części południowej, góry przechodzą w Dolinę Kedesz. Góry Naftali tworzą dział wodny między zlewiskiem Morza Śródziemnego a rzeką Jordan. Po stromych wschodnich zboczach spływa kilkanaście strumieni: Gerszom, Zemer, Kedesz, Korim, Bdolach, Margaliot, Ha-Szomer, Misgaw i Ajun.
Góry stanowią zachodnią granicę tzw. Palca Galilei. Grzbietem górskim przebiega granica izraelsko-libańska. Po stronie izraelskiej leży miejscowość Metulla, kibuce Misgaw Am, Kefar Giladi, Menara, Jiftach i Malkijja (wchodzą w skład Samorządu Regionu Ha-Galil ha-Eljon), oraz moszawy Margalijjot, Ramot Naftali i Diszon (wchodzi w skład Samorządu Regionu Mewo’ot ha-Chermon). U podnóża gór leży miasto Kirjat Szemona, będące centrum administracyjnym regionu. Po stronie libańskiej leżą wioski Kafar Kila, Al-Adajsa, Rabb at-Talatin, Markaba, Bani Hajan, Talusa, Hula, Majs al-Dżabal, Muhajbib i Blida (wchodzą w skład Kady Mardż Ujun).

## Roślinność
Góry Naftali są częściowo zalesione po stronie izraelskiej. Akcję tę od wielu lat prowadzi Żydowski Fundusz Narodowy, którego wysiłki zostały poważnie zniszczone przez ostrzał rakietowy prowadzony z południowego Libanu. Po wojnie wycięto spalone drzewa, a na ich miejsce zasadzono nowe. Naturalny las Gór Naftali stanowią dęby i tamaryszki. Aby wzbogacić tutejszą florę, dodatkowo zasadzane są sosny, cyprysy, eukaliptusy i cedry. Lasy są bogate w różnorodne krzewy i kwiaty – m.in. czystek i storczykowate. Położona na południu Dolina Kedesz słynie z winorośli i drzew owocowych. Ze świata fauny można spotkać dziki, kojoty, lisy, gazele, hystrixy, góralki, lepusy i liczne ptaki. Na stromych klifach gnieżdżą się ptaki drapieżne.

## Historia
Pierwsze historyczne wzmianki o górach są związane z kananejskim miastem Kedesz, które w XIII wieku p.n.e. po podboju żydowskim przypadło pokoleniu Naftali. Miasto zostało przyznane Lewitom i było jednym z miast ucieczki. Dalsze losy gór były ściśle związane z historią Palestyny. W okresie panowania krzyżowców w Górach Naftali wybudowano zamek Mecudat Hunin, który kontrolował obszar Doliny Hula i zabezpieczał szlak handlowy prowadzący na północny wschód do Damaszku. Pozostałości zamku zachowały się w dobrym stanie.
W wyniku I wojny światowej w 1918 roku Imperium Osmańskie utraciło kontrolę nad częścią terytorium Bliskiego Wschodu. Obszar Gór Naftali znalazł się we francuskiej strefie okupacyjnej Libanu, a następnie wszedł do francuskiego Mandatu Syrii i Libanu. Brytyjczycy utworzyli na południu Mandat Palestyny. Był to wynik zawartej w 1916 roku Umowy Sykes-Picot. W Mandacie Syrii i Libanu doszło do wybuchu wojny francusko-syryjskiej, której bolesne konsekwencje odczuły tereny przygraniczne w Palestynie. Arabowie popierali idee panarabizmu i dążyli do utworzenia Wielkiej Syrii. Oskarżali oni Żydów mieszkających w tutejszych osadach o sprzyjanie władzom francuskim. W 1920 roku doszło do kilku ataków na żydowskie osady, z których najsłynniejszym było zniszczenie Tel Chaj. Na podstawie brytyjsko-francuskiego porozumienia z 1920 roku stwierdzono, że grzbietem górskim Gór Naftali będzie przebiegać granica między Mandatem Palestyny a francuskim Mandatem Syrii i Libanu. Cała procedura wyznaczania granicy przeciągnęła się do kwietnia 1924 roku. Wtedy to, obszar ten nazwano Palcem Galilei, ponieważ swoim kształtem przypominał palec wskazujący w terytoria francuskie na północy.
Podczas arabskiego powstania w Palestynie (1936–1939), władze brytyjskie zrozumiały konieczność uszczelnienia północnej granicy Mandatu Palestyny. Aby uniemożliwić przemyt broni i infiltrację arabskich ochotników z Libanu i Syrii polecono wybudować ogrodzenie graniczne, w skład którego miały wejść zasieki z drutu kolczastego, pięć fortów Tegarta oraz dwadzieścia bunkrów. Całość nazwano murem Tegarta. W obszarze Gór Naftali istniał jeden taki fort Tegart – był to Mecuda Koach. W poszukiwaniu skutecznego rozwiązania narastającego konfliktu izraelsko-arabskiego w dniu 29 listopada 1947 roku została przyjęta Rezolucja Zgromadzenia Ogólnego ONZ nr 181. Zakładała ona między innymi, że grzbietem górskim Gór Naftali będzie przebiegać granica państwowa między nowo powstałym państwem żydowskim a Libanem (w części południowej gór miała być także granica przyszłego państwa arabskiego w Palestynie). Arabowie odrzucili Rezolucję i dzień później doprowadzili do wybuchu wojny domowej w Mandacie Palestyny. W trakcie jej trwania siły Arabskiej Armii Wyzwoleńczej przenikały przez Góry Naftali i paraliżowały żydowską komunikację w rejonie całej Galilei. Obrona żydowskich osiedli w obszarze gór stała się ważnym elementem strategii działania Hagany. Przeprowadzona operacja „Jiftach” przyniosła przejęcie przez Żydów kontroli nad całym obszarem Palca Galilei. Podczas I wojny izraelsko-arabskiej w 1948 roku w Górach Naftali toczono ciężkie walki, które koncentrowały się zwłaszcza w rejonie kibucu Menara. W nocy z 21 na 22 października arabskie siły zajęły ufortyfikowane pozycje obronne na górze Har Szina’an. W odpowiedzi Izraelczycy przeprowadzili operację „Ja’el” (22-23 października), która zakończyła się niepowodzeniem. Kilka dni później przeprowadzili operację „Hiram”, podczas której zajęli całą Galileę. W dniu 23 marca 1949 roku zawarty został traktat rozejmowy izraelsko-libański. Ustalał on linię demarkacyjną pomiędzy Izraelem a Libanem. W założeniu, granica izraelsko-libańska miała przebiegać zgodnie z granicą z 1923 roku pomiędzy Mandatem Syrii i Libanu a Mandatem Palestyny. Cała linia demarkacyjna oddzielająca Izrael od jego sąsiadów, została nazwana Zieloną Linią (granica izraelsko-libańska w Górach Naftali była jej częścią). Nadzór nad przestrzeganiem warunków zawieszenia broni i kontrolę linii demarkacyjnej powierzono siłom międzynarodowych obserwatorów UNTSO.
Po wojnie Żydzi rozwijali działalność osadniczą w Górach Naftali, a Żydowski Fundusz Narodowy zasadził las Harej Naftali, który zajmuje powierzchnię 800 ha. Jednak bezpośrednie sąsiedztwo granicy libańskiej spowodowało, że obszar ten wielokrotnie był ostrzeliwany przez palestyńskich terrorystów z południowego Libanu. Nasilające się ataki terrorystyczne zmusiły w marcu 1978 roku Izraelczyków do przeprowadzenia operacji „Litani”. Wojska izraelskie na tydzień zajęły libańskie terytorium do linii rzeki Litani, usuwając z tego obszaru większość sił palestyńskich. Wycofując się, Izraelczycy pozostawili za sobą przygraniczną strefę buforową, którą powierzono oddziałom chrześcijańskich milicji. Dodatkowo, międzynarodowe siły obserwatorów UNTSO zostały uzupełnione przez zbrojną misję pokojową UNIFIL, która objęła nadzorem granicę izraelsko-libańską (pierwsi żołnierze UNIFIL przybyli w dniu 23 marca 1978 r.). Kolejna eskalacja przemocy doprowadziła do wybuchu w czerwcu 1982 roku wojny libańskiej (1982-1985). Po jej zakończeniu, Izraelczycy utworzyli w południowym Libanie „strefę bezpieczeństwa”, za którą odpowiedzialność ponosiła Armia Południowego Libanu. Przyniosło to znaczne uspokojenie sytuacji. Dużą popularnością cieszyło się wówczas przejście graniczne Brama Fatimy, przez którą do Izraela napływały duże ilości towarów. Libańscy maronici już od 1977 roku mogli przechodzić na stronę Izraela do pracy. Jednak miejsce usuniętych palestyńskich organizacji terrorystycznych bardzo szybko zajęły radykalne organizacje szyickie – Ruch Amal i Hezbollah. W odpowiedzi na coraz silniejszy ostrzał rakietowy terytorium Izraela, Izraelczycy przeprowadzili w lipcu 1993 roku operację „Odpowiedzialność”, a następnie w kwietniu 1996 roku operację „Grona Gniewu”. Gdy w maju 2000 roku wojska izraelskie opuściły „strefę bezpieczeństwa”, kontrolę nad tym obszarem przejął Hezbollah tworząc w południowym Libanie swoiste państwo w państwie, nazywane „Hezbollahland”. Kolejne incydenty graniczne doprowadziły do wybuchu w 2006 roku II wojny libańskiej. W dniu 7 czerwca 2000 roku nowa linia graniczna izraelsko-libańska została wytyczona przez ONZ – tzw. Niebieska Linia.

## Turystyka
Przez całe góry przechodzi północna część szlaku turystycznego nazywanego Ścieżką Izraela (hebr, שביל ישראל, Szvil Jisra'el; ang. Israel National Trail). Wzdłuż szlaku urządzono kilka punktów widokowych, z których można oglądać całą Dolinę Hula i wznoszące się po drugiej stronie Wzgórza Golan. Przy mieście Kirjat Szemona wybudowano kolej gondolową, która umożliwia dostanie się do położonego w Górach Naftali kibucu Menara (różnica wysokości 750 metrów). Podczas wojny libańskiej w 2006 roku kolejka została uszkodzona przez wybuch jednej z rakiet. Ponowne otwarcie wyciągu po ukończeniu remontu nastąpiło w marcu 2007 roku. Przy górnej stacji kolejki gondolowej rozbudowano centrum turystyczne z hotelem i torem saneczkowym. Jest tu także wieża widokowa.

## Transport
Wzdłuż całego grzbietu górskiego przebiega droga nr 886, od której odchodzą boczne drogi umożliwiające zjechanie w dół do Doliny Hula. Drogą nr 9977 zjeżdża się przy kibucu Kefar Giladi do przebiegającej u podnóża gór drogi ekspresowej nr 90. W rejonie Doliny Kedesz przebiega z zachodu na wschód droga nr 899 i droga nr 8977.